# Горубі
Горубі (фр. Goroubi) — річка в Африці, що протікає через Буркіна-Фасо та Нігер. Права притока річки Нігер.

## Географія
Горубі починається від злиття двох річок: Дігабарі і Тієнітіенгаль. Річка починається в Буркіна-Фасо, і тече у напрямку зазвичай з південного заходу на північний схід. Це переривчастий потік, який тече лише в сезон дощів. Впадає у Нігер за 80 км на південний схід від Ніамею. На всьому його вододілі, який за даними джерел оцінюється від 14 000 до 18 000 km2 , середня висота опадів становить від 400 до 800 мм на рік. У басейні річки евапотранспірація споживає 66 % від загальної кількості опадів, інфільтрація в надра поглинає 29 % з них, а 5 % залишаються  для поверхневого стоку.

## Зовнішні посилання
- Mamdouh Shahin, Hydrology and Water Resources of Africa [Архівовано 6 лютого 2022 у Wayback Machine.], chap. 7, p. 304  (англ.)